# Francis Cranmer Penrose

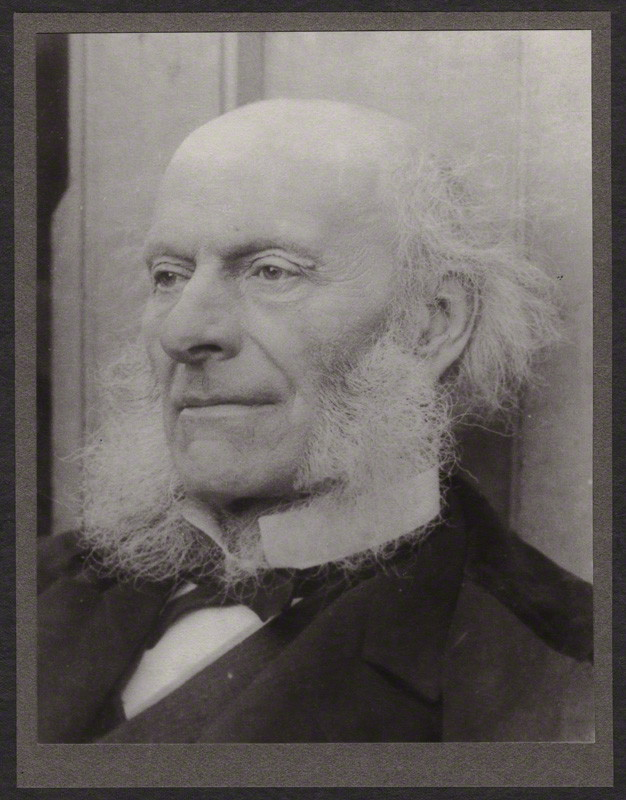
Francis Cranmer Penrose

Francis Cranmer Penrose (* 29. Oktober 1817 in Bracebridge, Lincolnshire; † 15. Februar 1903 in Wimbledon) war ein britischer Architekt und Archäologe.

## Leben und Werk
Penrose war der jüngste Sohn von der Kinderschriftstellerin Elizabeth Penrose, geb. Cartwright (ca. 1779–1837) und John Penrose (1778–1859).  Er wurde an der Bedford Modern School ausgebildet und war von 1829 bis 1835 Stipendiat am Winchester College. Seine zeichnerischen Fähigkeiten führten ihn in das Büro des Architekten Edward Blore. Aber anstatt eine Architekturpraxis zu beginnen, studierte er Mathematik am Magdalen College der University of Oxford und erwarb 1842 den Bachelor-Abschluss in Mathematik. Während seiner Studienzeit nahm er dreimal am Boat Race gegen die University of Cambridge teil (1840, 1841, 1842).
Als einer der ersten Forscher erkannte und untersuchte er an den Tempeln der griechischen Klassik die Entasis (die leichte Schwellung von Säulenschäften) und die Kurvatur (die gleichmäßige Krümmung horizontaler Linien). Seine einzelnen Beobachtungen, zu denen zum Teil auch andere Forscher bereits gelangt waren, führte er zu einer umfassenden Theorie zu den architektonischen Verfeinerungen griechischer Architektur zusammen, die 1851 veröffentlicht wurde. Diese unterschiedlichen Verfeinerungsmittel gelten seither als ein Kernthema antiker Baugeschichte.
Als Inspektor der St Paul’s Cathedral schuf er von 1852 an mehrere Ausstattungsstücke der Kirche und untersuchte durch Ausgrabungen die Abmessungen des mittelalterlichen Vorgängerbaus.
Als 1882 die Gründung der British School at Athens in Athen beschlossen wurde, entwarf er das Gebäude in Athen. Von 1886 bis 1887 war er der erste Direktor der British School at Athens, ein zweites Mal stand er dem Institut von 1890 bis 1891 vor. Ab 1894 war er für seine Verdienste um die Astronomie Mitglied der Royal Society.
Er war mit Harriette Gibbes verheiratet, mit der er fünf Kinder bekam. Seine älteste Tochter Emily Penrose war nacheinander Rektorin des Bedford College, des Royal Holloway College und des Somerville College in Oxford.

## Ehrungen
Penrose war 1846 Associate, 1848 Fellow und von 1894 bis 1866 Präsident des Royal Institute of British Architects und erhielt 1883 die königliche Goldmedaille des Instituts. 1898 wurde er 1898 Fellow der Society of Antiquaries. Er wurde 1884 zu einem der ersten Ehrenstipendiaten des Magdalene College, Cambridge, und 1898 zum LittD seiner Universität sowie zum Ehrendoktor der Universität Oxford ernannt. Er war ein Ritter des Ordens St Saviour von Griechenland.

## Schriften (Auswahl)
- Two Letters from Athens, on Certain Anomalies in the Construction of the Parthenon. London 1847.
- An Investigation of the Principles of Athenian Architecture, or, The Results of a Recent Survey Conducted chiefly with Reference to the Optical Refinements Exhibited in the Construction of the Ancient Buildings at Athens, edited by the Society of Dilettanti. London 1851
  - 2. Auflage: London 1888; urn:nbn:de:bsz:16-diglit-29840.
- Περί τῶν ἀναγκαῖων τοῦ Παρθενῶνος ἐπισκευῶν (Peri tōn anagkaiōn tou Parthenōnos episkeuōn). In: Praktika tēs en Athēnais Archaiologikēs Hetaireias 1895 (1896), S. 194ff. (Digitalisat).
- On the Orientation of Greek Temples, being the Results of some Observations taken in Greece and Sicily in the Month of May, 1898. In: Proceedings of the Royal Society 65, 1899, S. 370–375.